# Grote Samenzwering
De Grote Samenzwering was een periode van instabiliteit en wanorde in de Romeinse provincie Britannia gedurende de tweede helft van de vierde eeuw. De onlusten eindigden met de komst van een expeditie leger die de opstandige elementen en buitenlandse invallers verdreef. De historicus Ammianus Marcellinus beschreef het als een barbaarse samenzwering die profiteerde van een uitgeputte militaire macht in de provincie, veroorzaakt door de verliezen van Magnentius in de Slag bij Mursa Major na zijn mislukte poging om keizer te worden.
Het is moeilijk om de exacte chronologie van de gebeurtenissen vast te stellen, omdat de belangrijkste bron – Ammianus – op dat moment in Antiochië woonde; zijn informatie ziet er tweedehands en verward uit en bovendien in strijd met die van andere bronnen. Als gevolg hiervan zijn er verschillende opvattingen over wat er is gebeurd.

## De samenzwering
In de winter van 367 kwam het Romeinse garnizoen van de muur van Hadrianus in opstand. Spoedig viel het leger uiteen in rebellerende groepen. Soldaten deserteerden en de muur werd verlaten, waardoor de Picten uit Caledonië ongestoord Britannia wisten binnen te komen. In die zelfde periode landden Attacotti en Scotti uit Hibernia en Saksen uit Germania op de Britse kust, hetgeen mogelijk gecoördineerd en vooraf geregeld was. Ook de kusten in Noord-Gallië ondervonden hinder.
De krijgsbenden wisten bijna alle loyale Romeinse buitenposten en nederzettingen te overweldigen. De gehele westelijke en noordelijke gebieden van Britannia werden overweldigd, de steden geplunderd en de Romeins-Britse burgerbevolking vermoord, verkracht of tot slaaf gemaakt. Nectaridus, de come- maritieme tractus (bevelvoerend generaal van de zeekustregio), werd gedood en de Dux Britanniarum, Fullofaudes, werd ofwel belegerd of veroverd en de overgebleven loyale legereenheden bleven gelegerd in zuidoostelijke steden.
De areani of lokale Romeinse agenten die inlichtingen verschaften over barbaarse bewegingen lijken hun betaalmeesters te hebben verraden voor steekpenningen, waardoor de aanvallen volkomen onverwacht waren. Deserterende soldaten en ontsnapte slaven zwierven door het platteland en wendden zich tot diefstal om in hun levensonderhoud te voorzien. Hoewel de chaos wijdverbreid was en aanvankelijk gecoördineerd, waren de doelen van de rebellen eenvoudigweg persoonlijke verrijking en werkten ze als kleine bendes in plaats van grotere legers.
Historicus Ian Hughes voerde later aan dat het waarschijnlijker is dat Nectaridus en Fullofaudes werden gedood door Saksische en Frankische overvallers afkomstig van de kust van Gallië, in plaats van door vijanden in Britannia.

## Romeinse reactie

### Vroege mislukte pogingen
Keizer Valentinianus I voerde campagne tegen de Alamanni en kon niet persoonlijk reageren. Omdat hij erg op zijn hoede was voor nieuwe opstanden van zijn leger aarzelde hij met reageren. Hij vond het erg lastig wie hij met het commando moest belasten. Er werd een reeks commandanten gekozen die in zijn plaats zouden optreden, maar die werden snel teruggeroepen.
Eerst benoemde hij Severus, de keizer comes domesticorum, maar verving die al gauw door Jovinus, de magister equitum. Toen Jovinus  om versterking vroeg werd ook deze vervangen. Uiteindelijk benoemde de keizer Flavius Theodosius tot commandant en stuurde deze met een leger naar Britannia.

### Alternatieve chronologie
Historicus Ian Hughes voerde later aan dat Severus en Jovinus nooit echt naar Groot-Brittannië zijn gestuurd, omdat het onwaarschijnlijk is dat ze helemaal die kant op zouden gaan en terug zouden komen. Hij stelde de volgende alternatieve chronologie voor:
- Juni 367 – Valentinianus wordt op de hoogte gebracht van Saksische en Frankische invallen langs de kust van Gallië die hebben geleid tot de dood van Nectaridus en Fullofaudes;
- Severus krijgt een kleine troepenmacht en krijgt de opdracht informatie te verzamelen en de Saksische en Frankische invallen tegen te gaan;
- Valentinianus verhuist naar Amiens om inlichtingen te verzamelen en een reactie op de aanvallen te coördineren;
- Severus keert terug met de informatie dat er meer troepen nodig zijn om de orde te herstellen;
- Jovinus wordt naar de kust gestuurd en begint aanvallers af te weren;
- Jovinus laat de keizer weten dat Groot-Brittannië wordt aangevallen en dat hij meer troepen nodig heeft om het Kanaal over te steken en de situatie te herstellen;
- Valentinianus besluit een troepenmacht onder Theodosius te verzamelen voor de aanval.[7]

### Aankomst van Theodosius
In het voorjaar van 368 verzamelde een Romeins leger onder leiding van Flavius Theodosius zich bij Bononia . Dit leger omvatte vier eenheden waarvan de namen zijn overgeleverd: Batavi, Heruli, Iovii en Victores.  Ook zijn zoon, de latere keizer Theodosius I en de latere usurpator Magnus Maximus, zijn neef maakten onderdeel uit van dit leger.
Theodosius profiteerde van een pauze in het winterweer om het Kanaal over te steken naar Richborough. Het grootste deel van zijn troepen in Bononia bleven achter, wachtend op beter weer. Hierdoor kon Theodosius vitale informatie verzamelen. Hij ontdekte dat de Britse troepen ofwel overweldigd waren, weigerden te vechten of deserteerden; en ook dat ze niet betaald werden.

Toen zijn troepen eenmaal waren geland, marcheerde Theodosius met hen mee naar Londinium, waar hij zijn hoofdkwartier vestigde. Vandaaruit  begon hij af te rekenen met de indringers:
Daar verdeelde hij zijn troepen in vele delen en viel de roofzuchtige bendes van de vijand aan, die rondscharrelden en beladen waren met zware pakken; snel hen die langs gevangenen en vee dreef op de vlucht sloegen, ontworstelde hij hen de buit die de ellendige eerbetalende mensen hadden verloren. En toen dit alles aan hen was teruggegeven, behalve een klein deel dat was toegewezen aan de vermoeide soldaten, ging hij de stad binnen, die voorheen in de grootste moeilijkheden was gestort, maar sneller was hersteld dan dat redding kon worden verwacht, verheugd en alsof ze een ovatie vierden.
Theodosius beloofde amnestie aan deserteurs, waardoor hij in staat was om verlaten forten opnieuw te bemannen. Ook werden er nieuwe bestuurders aangesteld.   
Nadat hij had ontdekt dat de lokale areani hadden samengewerkt met de indringers, verwijderde Theodosius hen van hun posities. Tegen het einde van het jaar waren de buitenlandse indringers teruggedreven naar hun thuisland; de groepen muitende soldaten verslagen: het noorden heroverd en de muur van Hadrian' opnieuw bemand: de orde was teruggekeerd. Theodosius overwon en versloeg ook de strijdmacht van Valentinus, een Pannoniër die naar Britannia  was verbannen en zich bij de indringers had aangesloten.
In Britannia werd een aanzienlijke reorganisatie doorgevoerd, waaronder de oprichting van een nieuwe provincie genaamd Valentia, waarmee de Romeinen meer grip hoopten te krijgen op het hoge noorden, waar ongepacificeerde volken de dienst uitmaakten. Claudianus suggereert dat zeeactiviteit plaatsvond in het noorden van Groot-Brittannië.
Het is mogelijk dat Theodosius strafexpedities tegen de barbaren organiseerde en verdragen met hun sloot. Zeker, de Notitia Dignitatum registreert later vier eenheden van Attacotti die Rome op het continent dienden. De areani werden uit dienst genomen en de grenzen werden herbevestigd met medewerking van grensstammen zoals de Votadini, waarmee de carrière van mannen als Paternus werd gemarkeerd. Theodosius keerde als held naar Rome terug en werd benoemd tot senior militair adviseur van Valentinianus I, ter vervanging van Jovinus. Een decennium later werd zijn zoon keizer. De Romeinen waren in staat om een groot deel van de chaos te beëindigen.